# سوئز اس.ای
سوئز اس.ای (انگلیسی: Suez) شرکت خدمات عمومی فرانسوی است، که در سال ۱۹۹۷ تأسیس شد.